# Зоря (Ворошиловоград) у сезоні 1972
У 1972 році «Зоря» провела шостий сезон у Вищій лізі СРСР і здобула золоті нагороди  чемпіонату СРСР. Ворошиловоград став першим обласним центром, команда якого стала чемпіоном СРСР. До цього часу, перші місця в футбольній першості СРСР посідали лише команди зі столиць союзних республік (Москва, Київ і Тбілісі).

## Кубок СРСР
Сезон для «Зорі» розпочався Кубком СРСР. На стадії 1/16 фіналу «Зоря» поступилася одеситам у серії пенальті. Цікаво, що в останній парі одинадцятиметрові били голкіпери Михайло Форкаш і Йонас Баужа.
| 29 лютого 1972 |

| «Зоря» | 0:0  | «Чорноморець» |
| ------ | ---- | ------------- |
|        | Звіт |               |

| стадіон «Динамо» (Сухумі) Глядачів: 5 000 Арбітр: Володимир Фардман (Краснодар) |

«Зоря»: Форкаш, Шульженко, Журавльов, Пінчук, Васенін, Малигін, В. Кузнецов, Семенов, Єлісєєв, С. Кузнецов, Онищенко. Тренер — Герман Зонін.
«Чорноморець»: Баужа, Нечаєв, Зубков, Боровиков, Круликовський, Маслов, Секеч, Буряк, Бутенко, Поліщук (Асіташвілі, 81), Звенигородський. Тренер – Анатолій Зубрицький.
| 5 березня 1972 |

| «Чорноморець»                                    | 0:0      | «Зоря»                                                   |
| ------------------------------------------------ | -------- | -------------------------------------------------------- |
|                                                  | Звіт     |                                                          |
|                                                  | Пенальті |                                                          |
| Зубков · Буряк · Круликовський · Бутенко · Баужа | 5:3      | Журавльов · В. Кузнецов · С. Кузнецов · Морозов · Форкаш |

| Стадіон СКА (Одеса) Глядачів: 15 000 Арбітр: Юрій Бочаров (Москва) |

«Чорноморець»: Баужа, Нечаєв, Зубков (к), Боровиков, Круликовський, Маслов, Секеч, Буряк, Бутенко, Асіташвілі (Кузьмін, 80), Звенигородський (Шепель, 56). 
«Зоря»: Форкаш, С. Кузнецов, Журавльов (к), Пінчук (Абрамов, 28), Васенін, Малигін, В. Кузнецов, Семенов (Морозов, 46), Старков, Копій, Онищенко.

## Чемпіонат СРСР
Результати матчів:
| Дата       | Тур | Команда 1     | Рахунок   | Команда 2     | Голи                                                                                |
| ---------- | --- | ------------- | --------- | ------------- | ----------------------------------------------------------------------------------- |
| 04.04.1972 | 1   | «Зоря»        | 3:0 (1:0) | «Динамо» К    | В'ячеслав Семенов, Юрій Єлісєєв, Олександр Журавльов (пен.)                         |
| 08.04.1972 | 2   | «Зоря»        | 3:1 (1:0) | «Спартак» М   | Єлісєєв (2), Володимир Онищенко — Микола Кисельов                                   |
| 16.04.1972 | 3   | «Динамо» М    | 0:1 (0:0) | «Зоря»        | Володимир Онищенко                                                                  |
| 24.04.1972 | 4   | «Локомотив» М | 0:0       | «Зоря»        |                                                                                     |
| 03.05.1972 | 5   | «Зоря»        | 1:0 (0:0) | ЦСКА М        | Володимир Онищенко                                                                  |
| 07.05.1972 | 6   | «Зоря»        | 2:1 (2:0) | «Зеніт»       | Михайло Лохов (а/г), Віктор Кузнецов — Олександр Дерьомов                           |
| 16.05.1972 | 7   | «Арарат»      | 1:2 (0:1) | «Зоря»        | Оганес Заназанян — В'ячеслав Семенов, Юрій Васенін                                  |
| 20.05.1972 | 8   | «Динамо» Тб   | 2:1 (1:0) | «Зоря»        | Гіві Нодія, Кахі Асатіані — Віктор Кузнецов                                         |
| 29.05.1972 | 9   | «Нефтчі»      | 3:1 (3:0) | «Зоря»        | Анатолій Банішевський, Юрій Стекольников, Микола Смольников — Володимир Старков     |
| 03.06.1972 | 10  | «Зоря»        | 1:1 (1:0) | СКА Рос.      | Володимир Онищенко — Олексій Єськов                                                 |
| 11.06.1972 | 11  | «Кайрат»      | 0:1 (0:1) | «Зоря»        | Юрій Єлісєєв                                                                        |
| 23.06.1972 | 12  | «Зоря»        | 4:1 (1:1) | «Карпати»     | Олександр Журавльов (пен.), В'ячеслав Семенов (2), Юрій Єлісєєв — Едуард Козинкевич |
| 28.06.1972 | 13  | «Зоря»        | 3:0 (2:0) | «Дніпро» Д    | Сергій Кузнецов (2), В'ячеслав Семенов                                              |
| 14.07.1972 | 15  | «Торпедо» М   | 2:4 (0:1) | «Зоря»        | Юрій Смірнов (2) — Анатолій Куксов, Юрій Єлісєєв, Володимир Онищенко (2)            |
| 20.07.1972 | 16  | ЦСКА М        | 2:1 (1:0) | «Зоря»        | Володимир Федотов, Володимир Полікарпов                                             |
| 24.07.1972 | 17  | «Зеніт»       | 0:0       | «Зоря»        |                                                                                     |
| 28.07.1972 | 14  | «Динамо» Мн   | 0:0       | «Зоря»        |                                                                                     |
| 01.08.1972 | 18  | «Зоря»        | 3:0 (2:0) | «Нефтчі»      | Куксов, Єлісєєв, Васенін                                                            |
| 09.08.1972 | 19  | «Зоря»        | 1:1 (0:0) | «Локомотив» М | Володимир Онищенко — Анатолій Козлов                                                |
| 18.09.1972 | 23  | «Зоря»        | 4:0 (1:0) | «Арарат»      | Юрій Єлісєєв, Віктор Кузнецов, Олександр Журавльов (пен.), В'ячеслав Семенов        |
| 22.09.1972 | 24  | «Зоря»        | 2:2 (0:1) | «Динамо» Тб   | Володимир Онищенко, Юрій Васенін — Давид Кіпіані                                    |
| 26.09.1972 | 20  | «Зоря»        | 2:0 (2:0) | «Динамо» М    | Віктор Кузнецов, Володимир Старков                                                  |
| 01.10.1972 | 25  | СКА Рос.      | 3:1 (1:1) | «Зоря»        | Олексій Єськов (2), Віктор Бондаренко — Анатолій Куксов                             |
| 06.10.1972 | 26  | «Зоря»        | 2:1 (0:0) | «Кайрат»      | Анатолій Куксов (2) — Євген Піуновський                                             |
| 10.10.1972 | 27  | «Карпати»     | 2:2 (2:1) | «Зоря»        | Едуард Козинкевич, Володимир Малигін (а/г) — Анатолій Куксов, Володимир Онищенко    |
| 21.10.1972 | 28  | «Дніпро» Д    | 1:2 (0:2) | «Зоря»        | Станіслав Євсеєнко — Володимир Старков, Віктор Кузнецов                             |
| 29.10.1972 | 29  | «Зоря»        | 1:1 (1:0) | «Торпедо» М   | Віктор Кузнецов — Юрій Смірнов                                                      |
| 03.11.1972 | 30  | «Зоря»        | 0:1 (0:1) | «Динамо» Мн   | Валерій Словак (пен.)                                                               |
| 18.11.1972 | 22  | «Зоря»        | 1:1 (0:0) | «Спартак» М   | Віктор Кузнецов — Олександр Мінаєв                                                  |
| 22.11.1972 | 21  | «Динамо» К    | 3:3 (1:1) | «Зоря»        | Блохін, Колотов (2) — Куксов, Семенов, Онищенко                                     |

Підсумкова таблиця чемпіонату СРСР:
| М  | Команда                    | І  | В  | Н  | П  | М     | О  |
| -- | -------------------------- | -- | -- | -- | -- | ----- | -- |
|    | «Зоря» (Ворошиловград)     | 30 | 15 | 10 | 5  | 52-30 | 40 |
|    | «Динамо» (Київ)            | 30 | 12 | 11 | 7  | 52-38 | 35 |
|    | «Динамо» (Тбілісі)         | 30 | 12 | 11 | 7  | 41-34 | 35 |
| 4  | «Арарат» (Єреван)          | 30 | 12 | 10 | 8  | 38-29 | 34 |
| 5  | ЦСКА (Москва)              | 30 | 15 | 4  | 11 | 37-33 | 34 |
| 6  | «Дніпро» (Дніпропетровськ) | 30 | 12 | 10 | 8  | 37-37 | 34 |
| 7  | «Зеніт» (Ленінград)        | 30 | 11 | 11 | 8  | 44-30 | 33 |
| 8  | «Динамо» (Мінськ)          | 30 | 10 | 11 | 9  | 27-28 | 31 |
| 9  | «Торпедо» (Москва)         | 30 | 11 | 9  | 10 | 31-33 | 31 |
| 10 | «Динамо» (Москва)          | 30 | 12 | 6  | 12 | 39-35 | 30 |
| 11 | «Спартак» (Москва)         | 30 | 8  | 10 | 12 | 29-30 | 26 |
| 12 | СКА (Ростов-на-Дону)       | 30 | 8  | 10 | 12 | 31-35 | 26 |
| 13 | «Кайрат» (Алма-Ата)        | 30 | 6  | 14 | 10 | 23-27 | 26 |
| 14 | «Карпати» (Львів)          | 30 | 8  | 8  | 14 | 27-43 | 24 |
| 15 | «Локомотив» (Москва)       | 30 | 6  | 9  | 15 | 29-48 | 21 |
| 16 | «Нефтчі» (Баку)            | 30 | 6  | 8  | 16 | 28-55 | 20 |

Як чемпіон СРСР, «Зоря» здобула путівку до Кубку європейських чемпіонів наступного сезону (1973/1974).

## Статистика
- Старший тренер — Герман Зонін.
- Начальник команди — Валерій Галустов.
- Тренер — Владислав Глухарьов.

| Футболіст            | Ліга     | Ліга     | Кубок    | Кубок    |
| Футболіст            | Ігри     | Голи     | Ігри     | Голи     |
| Воротарі             | Воротарі | Воротарі | Воротарі | Воротарі |
| -------------------- | -------- | -------- | -------- | -------- |
| Олександр Ткаченко   | 19       | 15п      |          |          |
| Михайло Форкаш       | 15       | 15п      | 2        |          |
| Захисники            |          |          |          |          |
| Олександр Журавльов  | 28       | 3        | 2        |          |
| Володимир Малигін    | 28       |          | 2        |          |
| Микола Пінчук        | 24       |          | 2        |          |
| Володимир Абрамов    | 23       |          | 1        |          |
| В'ячеслав Ізвєков    | 7        |          |          |          |
| Анатолій Шульженко   | 3        |          | 1        |          |
| Валерій Колесниченко | 3        |          |          |          |
| Півзахисники         |          |          |          |          |
| Сергій Кузнецов      | 26       | 2        | 2        |          |
| Віктор Кузнецов      | 30       | 7        | 2        |          |
| Юрій Васенін         | 27       | 3        | 2        |          |
| Сергій Морозов       | 15       |          | 1        |          |
| Валерій Копій        | 10       |          | 1        |          |
| Нападники            |          |          |          |          |
| Анатолій Куксов      | 25       | 7        |          |          |
| Володимир Онищенко   | 27       | 10       | 2        |          |
| В'ячеслав Семенов    | 27       | 7        | 2        |          |
| Юрій Єлісєєв         | 23       | 9        | 1        |          |
| Володимир Старков    | 15       | 3        | 1        |          |
| Володимир Білоусов   | 4        |          |          |          |

За підсумками року до списку кращих футболістів СРСР увійшли: Олександр Журавльов, Віктор Кузнецов, В'ячеслав Семенов, Володимир Онищенко (всі — під № 2) і Юрій Васенін (під № 3).

## Збірна
У червні-липні збірна СРСР брала участь у Кубку незалежності Бразилії. Національна команда була сформована на базі ворошиловоградського клубу і очолював її Герман Зонін.
У вересні на Олімпіаді в Мюнхені радянська збірна здобула бронзові медалі. В її складі грали Володимир Онищенко, В'ячеслав Семенов, Анатолій Куксов і Юрій Єлісеєв.
За рік збірна СРСР провела 22 офіційні гри: 11 перемог, 5 нічиїх, 6 поразок, різниця м'ячів 34-23.
Статистика футболістів «Зорі» у збірній СРСР:
- В'ячеслав Семенов — 11 ігор (4 голи)
- Володимир Онищенко — 10
- Анатолій Куксов — 8
- Юрій Єлісєєв — 7 (2)
- Юрій Васенін — 3
- Олександр Журавльов — 3
- Віктор Кузнецов — 3
- Сергій Кузнецов — 3
- Володимир Малигін — 3
- Олександр Ткаченко — 3 (2п)
- Валерій Копій — 1
- Сергій Морозов — 1
- Микола Пінчук — 1
- Михайло Форкаш — 1

## Дублери
У першості серед дублюючих складів футболісти «Зорі» посіли шосте місце: 12 перемог, 13 нічиїх, 5 поразок, різниця забитих і пропущених м'ячів 36-32. Голи забивали:
- 7 — Володимир Старков
- 7 — Микола Родіонов
- 7 — Володимир Білоусов
- 6 — Олександр Ігнатенко
- 2 — Михайло Форкаш
- 1 — Анатолій Куксов
- 1 — Валерій Копій
- 1 — Володимир Абрамов
- 1 — Микола Сурменко
- 1 — Олександр Вербицький
- 1 — Юрій Єлісєєв
- 1 — автогол (Анатолій Рибаков з «Дніпра»)[3]